# 중국어센터
국립둥화대학 중국어센터 ( NDHU-CLC ; 중국어: 國立東華大學華語文中心  )은 대만 화롄에 있는 국립동화대학교 (NDHU)가 운영하는 대만 최고의 제2외국어 학습 중국어 학교 중 하나이다. 2019년 국립둥화대학 중국어센터 학생들은 TOCFL 에서 100% 합격률을 달성했다. 2021년 국립둥화대학 중국어센터는 미국 대학에 2개의 해외 중국어 학교를 설립했다.

## 대만 Huayu BEST 프로그램
국립둥화대학 중국어센터는 교육부(MOE) 가 선정한 대만 최고의 10대 중국어 센터로 선정되어 공동으로 미국, 유럽, 호주에서 대만의 중국어 교육을 홍보하고 있다. Huayu BEST 프로그램을 통해 국립둥화대학 중국어센터는 대만 정부로부터 92.58%의 비용 지원을 받았으며 미국 하워드 대학교 와 오클랜드 대학교에 두 개의 해외 중국어 센터를 운영하여 파트너 대학에 고품질 중국어 교육을 제공했다.

## 대만-유럽 연결 장학금
국립둥화대학는 대만과 유럽 대학이 학교 간 파트너십을 통해 학술 협력을 구축하거나 확대하도록 장려하기 위해 외교부(MOFA) 가 설립한 대만-유럽 연결 장학금 프로그램의 9개 대학으로 선정되었다. 유럽 학생들을 유치해 대만에서 중국어를 배우고, 대만 학생들과 교류하는 것을 목표로 했다.
2021년에 국립둥화대학 중국어센터는 런던 경제 대학, 에딘버러 대학교, SOAS 런던 대학교, 베를린 자유 대학교, 올덴부르크 대학교, 기센 대학교 및 영국, 독일, 폴란드, 스페인 출신.
국립둥화대학는 대만 외교부(MOFA) 가 설립한 대만-유럽 연계 장학금 프로그램의 9개 대학 중 하나로 선정되었다. 이 프로그램은 대만과 유럽의 대학들이 학교간 파트너십을 통해 학술 협력을 수립하거나 확대하도록 장려하는 것을 목표로 하고 있다. 이 프로그램은 유럽의 학생들이 대만에서 중국어를 공부하고 대만의 학생들과 교류할 수 있도록 유도하는 것을 목적으로 한다.
2021년, 국립둥화대학 중국어센터는 런던 경제 대학, 에딘버러 대학교, SOAS 런던 대학교, 베를린 자유 대학교, 올덴부르크 대학교, 기센 대학교 유럽의 대학들에서 온 15명의 유럽 학생들을 첫 번째로 모집했다. 이 학생들은 영국, 독일, 폴란드, 스페인 등에서 왔다.

## 학위 프로그램
국립둥화대학 중국어센터는 국립둥화대학 인문 사회 과학 대학 과 공동으로 중국어 및 서예 교육 석사(TCLC)와 제2 언어로서의 중국어 교육(TCSL) 박사라는 두 가지 프로그램을 제공한다.